# مرشح انتقائي للون

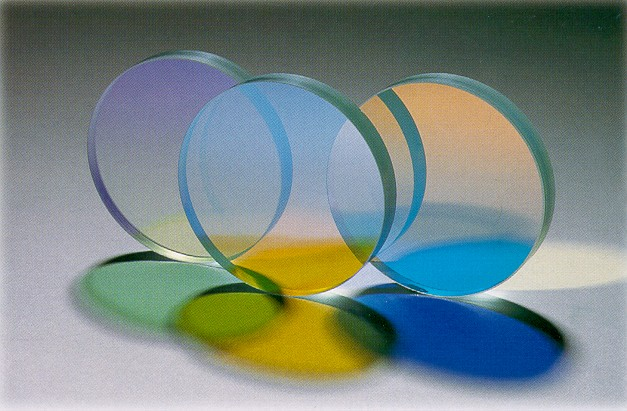

مرشح انتقائي للون، أو مرشح الغشاء الرقيق أو مرشح التداخل، هو مرشح لوني دقيق للغاية يُستخدم لتمرير الضوء، بشكل انتقائي، من نطاق صغيرٍ من الألوان، بينما يعكس الألوان الأخرى. بالإمكان تمييز المرايا الانتقائية للضوء والعاكسات الانتقائية للضوء عن طريق الألوان التي تعكسها، بدلاً من الألوان التي تمرّ عبرها.
باستطاعة المرشحات الانتقائية للضوء ترشيح وتنقية الضوء الصادر عن منبع ضوئي أبيض، ما يسمح لنا نحن البشر بإدراك الضوء مشبعاً باللون. بالرغم من تكلفتها الباهظة، لكنها شائعة الاستخدام في العمارة والتطبيقات المسرحية.
تُعرف العاكسات الانتقائية للضوء بـ «المرايا الباردة»، وتُستخدم بشكل شائع خلف منبع ضوئي لتعكس الضوء المرئي إلى الأمام، بينما تسمح للأشعة تحت الحمراء وغير المرئية بالعبور خلف الجهاز. توفّر تلك المعدات إضاءة شديدة، بينما تكون الحرارة المنبعثة من الجسم المُضاء أقل. توجد تلك العاكسات الانتقائية للضوء ضمن الكثير من مصابيح الهالوجين والكوارتز، حيث تُصمم كي تكون قابلة للاستخدام في أجهزة إسقاط الشرائح، وذلك كي لا تذوب الشرائح جرّاء الحرارة. لكنها أصبحت اليوم تُستخدم في المنازل والإضاءة التجارية. يؤدي ذلك إلى تحسين ابيضاض (صفاء) الجسم جرّاء إزالة اللون الأحمر الزائد. لكنها في المقابل قد تتسبب بوقوع حريق خطير إذا استُخدمت في المصابيح المجوفة أو المغلقة، لأنها تسمح بتشعع اللون الأحمر ضمن تلك المصابيح. ولاستخدامها بهذا الشكل، من الضروري اختيار مصابيح الألومنيوم أو الفضة.

## النظرية
تستخدم المرشحات الانتقائية مبدأ التداخل في الأغشية الرقيقة، وتنتج ألواناً بطريقة الأغشية الزيتية على الماء. فعندما يسقط الضوء على غشاء الزيت بزاوية ما، ينعكس بعض الضوء من أعلى سطح الزيت، وينعكس جزء آخر من السطح السفلي حيث يتلامس الزيت بالماء. ولأن للضوء المنعكس من الأسفل مساراً أطول ولو بقليل، تُعزز بعض أطوال الموجات الضوئية نتيجة هذا التأخير، بينما يُزال بعضها الآخر، وذلك ما يسبب إنتاج اللون الذي نراه.
في المرشح أو المرآة الانتقائية، بدلاً من استخدام غشاء الزيت لإنتاج التداخل، تُستخدم طبقات متعاقبة من الطلاء البصري ذات معامل الانكسار المختلف، تُبنى تلك الطبقات فوق طبقة الزجاج الأساسية. ينتج هذا التداخل بين الطبقات ذات معامل الانكسار المختلف انعكاسات طورية، تُعزز بشكل انتقائي أطوال موجات معينة من الضوء، وتتداخل مع أطوال الموجات الأخرى. تُضاف الطبقات تلك بتقنية الترسيب بالتفريغ (ترسيب في الخلاء). بالإمكان تعديل تردد نطاق المرشح العالي وجعله واسعاً أو ضيقاً حسب المطلوب عن طريق التحكّم بثخانة وعدد الطبقات المستخدمة. تنعكس أطوال الموجات غير المرغوب بها بدلاً من امتصاصها، لذا لا تمتص المرشحات الانتقائية للضوء تلك الطاقة غير المرغوب بها خلال العملية، لذا لا تزداد حرارتها كما يحدث مع المرشحات التقليدية (والتي تمتص الطاقة كلّها ما عدا تلك الموجودة في النطاق العالي).
يُشتّت الضوء الأبيض إلى عددٍ من نطاقات الألوان (في عارض الفيديو أو كاميرا التلفزيون)، ويُستخدم بدلاً من ذلك الموشور الانتقائي للضوء.

## التطبيقات
المصابيح المغلقة أو المجوفة غير ملائمة لاستخدامها مع العاكسات الانتقائية للضوء، ترمز اللجنة الكهروتقنية الدولية لتلك المصابيح بـ «بلا علامة فاترة آي إي سي 60598».
في المجهر الفلوري، تُستخدم المرشحات الانتقائية للضوء لتقسيم الأشعة وتوجيه الإضاءة الناتجة عن تردد الإثارة باتجاه العينة، ثم باتجاه محللّ يقوم بنبذ التردد السابق، لكنه يسمح بمرور تردد انبعاثٍ معيّن.
تستخدم بعض أجهزة عرض الكريستال السائل المرشحات الانتقائية بدلاً من الموشور لتقسيم الضوء الأبيض الصادر عن المصباح إلى 3 ألوانٍ قبل تمريره عبر 3 وحدات من الكريستال السائل.
تبث أجهزة عرض الكريستال السائل الأقدم منبعاً ضوئياً أبيض اللون بواسطة عجلة لونية تَستخدم المرشحات الانتقائية للضوء، وذلك من أجل تبديل الألوان المُرسلة عبر جهاز المرآة المجهرية الرقمية بشكل سريع. أما أجهزة العرض الأحدث، فتستخدم منابع ضوئية ليزرية أو دايود باعث للضوء لإرسال أطوال الموجات المرغوبة بشكل مباشر.
استُخدمت المرشحات الانتقائية للضوء لخلق حاجبات للضوء في منتجات الإضاءة عالية الطاقة. تُصنع الصور نتيجة تراكب أربع –على الأكثر –مرشحات انتقائية للون.
يستخدم جهاز تكبير الصور المرشحات الانتقائية للضوء لتعديل وضبط توازن الألوان في الصورة المطبوعة.

## الميزات
تدوم المرشحات الانتقائية للضوء زمناً أطول بكثير من المرشحات التقليدية، فاللون موجود في بنية الطبقات المجهرية الصلبة، ولا يمكن أن تبهت على مر الزمن (على عكس مرشحات الهلام مثلاً). يمكن تصنيع المرشحات الانتقائية للضوء بحيث تسمح بمرور ترددات النطاق العالي وتحجب كمية مختارة من الترددات غير المسموح لها بالمرور. ينعكس الضوء في الحالة الأخيرة بدلاً من امتصاصه، فتزداد حرارة المرشح الانتقائي بشكل طفيف مقارنة مع المرشحات الأخرى. تستطيع المرشحات الانتقائية للضوء الوصول إلى درجات عالية جداً من عتبة التخريب الليزرية، وتُستخدم في جميع المرايا الموجودة على أقوى ليزر في العالم، وهو موجود في منشأة الإشعال الوطنية.

## استخدامات أخرى
تُصنع المجوهرات الزجاجية الفنية أحياناً كي تقوم بعمل المرشح الانتقائي للضوء. يتفاوت طول موجة الضوء المُنتقى عن طريق المرشح وفقاً لزاوية الحدث التي يخلقها الضوء. تملك تلك المجوهرات خاصية التقزّح اللوني، أي يتغيّر لون المجوهرات كيفما تحرّكت. تُستخدم المرشحات الانتقائية أيضاً في المرشحات الحيزية (فضائية).
تستخدم شركة دولبي لابوراتوريز المرشحات الانتقائية –بعد حصولها على الترخيص من شركة Infitec –لعرض الأفلام ثلاثية الأبعاد. ترسل العدسات اليسرى من نظارات دولبي ثلاثية الأبعاد نطاقات ضيقة ومعينة من ترددات الأحمر والأخضر والأزرق، بينما ترسل العدسات اليمنى مجموعة مختلفة من ترددات الأحمر والأخضر والأزرق. يستخدم جهاز العرض مرشحات التوافق لعرض الصور المخصصة للعينين اليمنى واليسرى.
عند تطبيق المرشحات الانتقائية للضوء ذات المرور الطويل على الإضاءة الاعتيادية، ستمنع تلك المرشحات انجذاب الحشرات إلى المصباح. في بعض الحالات، قد تمنع تلك المرشحات انجذاب الحيوانات البرية الأخرى، ما يخفّض التأثير البيئي المضاد.